# 代数的スタック
代数的スタック（だいすうてきスタック）あるいは代数スタック（だいすうスタック）とは、モジュライ理論の研究の基礎となる代数空間またはスキームの一般化である。多くのモジュライ空間は、アルティンの表現可能定理など、代数的スタック固有の手法を駆使して構築される。これは、尖った代数曲線のモジュライ空間の構築に使用される。 {\displaystyle {\mathcal {M}}_{g,n}}は楕円曲線のモジュラススタックで、それらはモジュライ空間の自己同型を追跡するためにグロタンディークにより導入された。これは、モジュライ空間を基礎とするスキームや代数空間が滑らかであるかのように扱うことを可能とする。多くの一般化を通じ、代数的スタックの概念がついにアルティンにより発見された。

## 定義
代数的スタックの動機付けの例の1つは、亜群スキームである。 {\displaystyle (R,U,s,t,m)} 固定スキーム上{\displaystyle S} 。たとえば、  （{\displaystyle \mu _{n}}は、1を根とする群スキーム）、 {\displaystyle U=\mathbb {A} _{S}^{n}} 、 {\displaystyle s={\text{pr}}_{U}}射影、 {\displaystyle t}は群作用である。
代数的スタックはファイバー化された圏
{\displaystyle p:{\mathcal {X}}\to (\mathrm {Sch} /S)_{fppf}}
で以下の条件
1. {\displaystyle {\mathcal {X}}}は亜群でファイバー化された圏である。
2. ファイバー化された圏の対角射{\displaystyle \Delta :{\mathcal {X}}\to {\mathcal {X}}\times _{S}{\mathcal {X}}}は代数空間で表現可能である。
3. fppfスキーム{\displaystyle U\to S}と対応するファイバー圏の1-射 {\displaystyle {\mathcal {U}}\to {\mathcal {X}}}で全射かつ滑らかであるようなものが存在する。この射はアトラスと呼ばれる.